# Tesfom Okubamariam
Issak Tesfom Okubamariam (Asmara, 28 februari 1991) is een Eritrees wielrenner die anno 2018 rijdt voor Interpro Stradalli Cycling. In 2013 en 2016 werd hij Afrikaans kampioen op de weg.

## Overwinningen
2012
4e etappe Ronde van Algerije
Bergklassement Ronde van Algerije
3e etappe Ronde van Eritrea
2013
 Afrikaans kampioen op de weg, Elite
 Afrikaans kampioen op de weg, Beloften
2016
 Afrikaans kampioen ploegentijdrijden, Elite
 Afrikaans kampioen op de weg, Elite
Bergklassement Ronde van Oranie
Massawa Circuit
Bergklassement Ronde van Sharjah
7e etappe Ronde van Rwanda
UCI Africa Tour
2018
Bergklassement La Tropicale Amissa Bongo

## Resultaten in voornaamste wedstrijden
|      | \| Jaar \| \| WK op de weg \| \| ---- \| \| ------------ \| \| 2016 \| \| opgave \| |              |
| Jaar |                                                                                     | WK op de weg |
| 2016 |                                                                                     | opgave       |

## Ploegen
- 2016 –  Sharjah Team (vanaf 1-5)
- 2017 –  Interpro Cycling Academy
- 2018 –  Interpro Stradalli Cycling

Amadori · Bossis · Garcia · Hudry · Kawaguchi · Lamarre · K. Mizuno · T. Mizuno · Nakata · Nishi · Okubamariam · Yuto
Amadori · Eikeland · Etxabe · Hishinuma · Hjorth · Hudry · Ishihara · Lamarre · Mitsuda · K. Mizuno · T. Mizuno · Okubamariam · Rousseau · Shinoda · Vermeulen · Whitehouse